# Macrostemum madagascariense
Macrostemum madagascariense là một loài Trichoptera trong họ Hydropsychidae. Chúng phân bố ở vùng nhiệt đới châu Phi.